# Dänische Badmintonmeisterschaft 1969
Die Dänische Badmintonmeisterschaft 1969 fand in Kopenhagen statt. Es war die 39. Austragung der nationalen Titelkämpfe im Badminton in Dänemark.

## Titelträger
| Disziplin    | Sieger                                                                 |
| ------------ | ---------------------------------------------------------------------- |
| Herreneinzel | Svend Pri, Amager BC                                                   |
| Dameneinzel  | Imre Rietveld Nielsen, Skovshoved IF                                   |
| Herrendoppel | Erland Kops, Københavns BK Henning Borch, Amager BC                    |
| Damendoppel  | Karin Jørgensen, Københavns BK Lizbeth von Barnekow, Charlottenlund BK |
| Mixed        | Per Walsøe Pernille Mølgaard Hansen, Gentofte BK                       |